# Kojanka
Kojanka (ukrainien : Кожанка, russe : Кожанка) est une commune urbaine de l'oblast de Kiev, en Ukraine. Elle compte 1 943 habitants en 2021.